# La Generala
La Generala és una sarsuela o opereta en dos actes, amb llibret de Guillermo Perrín i Miguel de Palacios i música d'Amadeu Vives, estrenada al Gran Teatro de Madrid, el 14 de juny de 1912. A Barcelona va veure la llum per primera vegada, el 24 de juliol del mateix any.
L'acció passa en un castell d'Oxford, a Anglaterra, a principis del segle xx.